# Myiothlypis chlorophrys
Espèce
Myiothlypis chlorophrys est une espèce de passereaux, des parulines appartenant à la famille des Parulidae.

## Distribution
Cette espèce se trouve en Colombie et en Équateur.

## Systématique
Elle est parfois considérée comme une sous-espèce de la Paruline à ventre doré (Myiothlypis chrysogaster). Elle porte alors le nom Myiothlypis chrysogaster chlorophrys.

Carte de répartition de l'espèce